# Пюї-де-Дом
Пюї-де-Дом (фр. Puy-de-Dôme) — департамент на півдні центральної частини Франції, один з департаментів регіону Овернь-Рона-Альпи.
Порядковий номер 63. Адміністративний центр — Клермон-Ферран. Населення 628 485 чоловік (дані 2008 р.).

## Географія
Площа території 7 970 км², в основному це гориста місцевість. Через департамент протікають річка Альє і Дордонь.
Департамент включає 5 округів, 51 кантон і 470 комун.

## Історія
Пюї-де-Дом — один з перших 83 департаментів, створених в березні 1790 р. Знаходиться на території колишньої провінції Овернь. Спочатку департамент називався Мон-д'Ор (фр. Mont-d'Or, дос. «Золота Гора»), але згодом перейменований за назвою одного з місцевих вулканів.